# Parosphromenus tweediei
Parosphromenus tweediei je drobná sladkovodní paprskoploutvá ryba z čeledi guramovití (Osphromenidae). Pochází z černých vod jižní části Malajského poloostrova, okresu Pontian ve státě Johor.